# Mosern (Gemeinde Grundlsee)
Mosern ist ein Ort im Ausseerland des Salzkammerguts in der Steiermark wie auch Ortschaft der Gemeinde Grundlsee im Bezirk Liezen.

## Geographie
Der Ort befindet sich 33 Kilometer nordwestlich von Liezen, 2½ km nordöstlich von Bad Aussee, am Grundlsee. Über dem Ort erhebt sich nördlich der Ahornkogel (1686 m ü. A.) im Kamm, der Grundlsee und Altaussee trennt.
Das Rotte Mosern liegt westlich vom Ort Grundlsee, nördlich (rechtsufrig) über der Grundlseer Traun, auf um die 750 m ü. A. Höhe, und hat 12 Häuser.
Die Ortschaft Mosern umfasst insgesamt die Gebiete rechts der Traun vom See talauswärts und hat an die 120 Adressen mit 200 Einwohnern. Dazu gehören auch die Rotte Gut und der Weiler Eisbichl den Hang des Ahornkogels hinauf, und ein Teil von Aschau direkt an der Traun.
|                  | Gut                                                                   |              |
| Untertressen (O) | Kompassrose, die auf Nachbargemeinden zeigt                           | Bräuhof (O)  |
|                  | Aschau Au (Gem. Grundlsee u. Bad Aussee) Gallhof (O, Gem. Bad Aussee) | Archkogl (O) |

## Geschichte, Infrastruktur und Kultur
Der Ort ist schon um 1295 mit zwei Urhöfen urkundlich. Die drei ältesten Ortslagen sind bis in das 19. Jahrhundert Eisbichl (-bühel), Kranabet[h]er und Klaus, der letztere Name bezieht sich auf ein Wehr für die Seeregulierung, das schon 1568 erwähnt ist („vordere Clausen“). Bis Ende des 19. Jahrhunderts fanden sich hier nur 20 verstreute Häuser. Zum Ort gehörten auch Fischerhütten am See, von denen einer, der Fischkalter, sich in alten Zustand erhalten hat und denkmalgeschützt ist (beim Badeplatz). Am Wehr lag ein Fischmeisterhaus (HNr. 19, bei der Brücke der L703 Grundlseerstraße), das zum  k.k. Forstärar gehörte. Dessen Nebengebäude steht als Kaiserlicher Stall ebenfalls unter Denkmalschutz.
Schon in der Sommerfrischezeit entstanden auch hier erste bessere Feriendomizile, darunter die 1880 errichtete Villa Karajan (Nr. 24) von Ludwig Anton Ritter von Karajan, dem Großvater des Dirigenten Herbert von Karajan, der hier seine Jugendsommer verbrachte.
Mosern liegt schon im umfangreichen Landschaftsschutzgebiet Dachstein-Salzkammergut (LSG 14a).

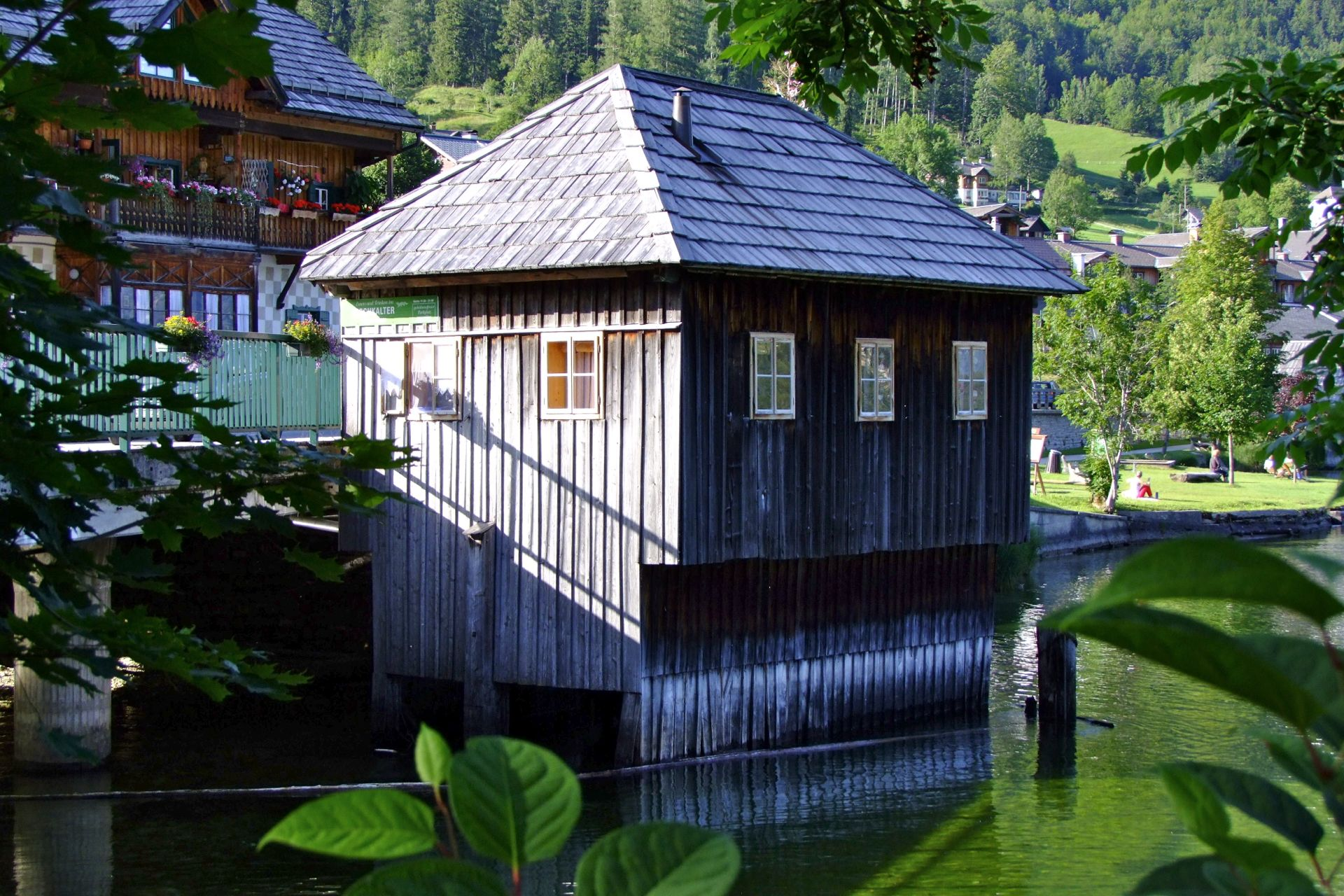
Fischkalter
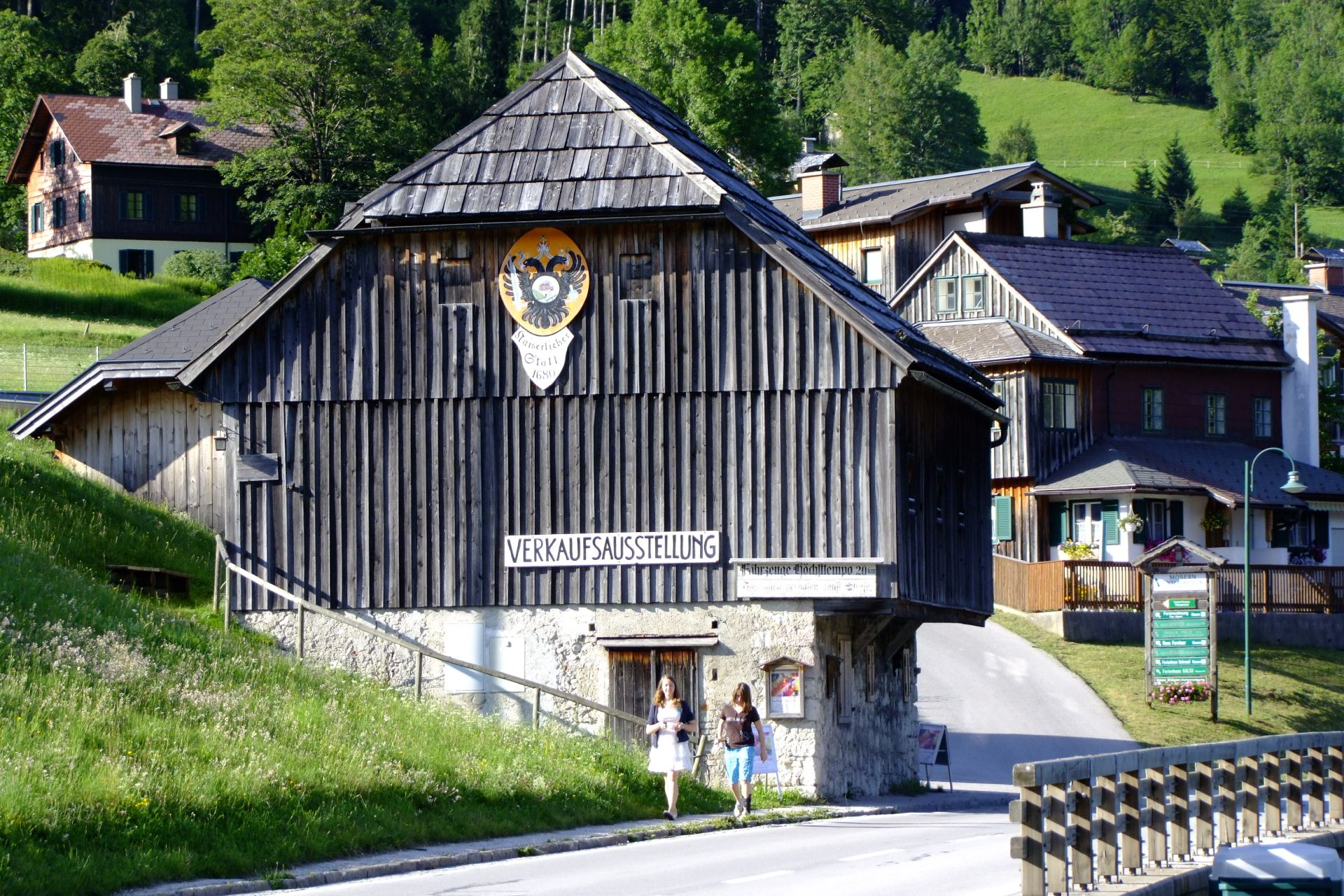
Kaiserlicher Stall

## Nachweise
1. 1 2  Kurt Klein (Bearb.): Historisches Ortslexikon. Statistische Dokumentation zur Bevölkerungs- und Siedlungsgeschichte. Hrsg.: Vienna Institute of Demography [VID] d. Österreichische Akademie der Wissenschaften. Steiermark, Grundlsee: Mosern, S. 49 (Onlinedokument, Erläuterungen. Suppl.; beide PDF – o.D. [aktual.]).
Spezielle Quellenangaben: ca. 1295: Angaben im Kammerhofmuseum Bad Aussee. (Stockurbar Pflindsberg 4/6). •
Urk.: Karl Vocelka: Die Haus- und Hofnamen der Katastralgemeinden Altaussee, Grundlsee, Lupitsch, Obertressen, Reitern und Strassen im steirischen Salzkammergut. Diss. Univ. Wien 1970 (2 Bde., S. o.A.). •
1869 ff: Statistische Central-Commission/Österreichisches Statistisches Zentralamt/Statistik Austria (Hrsg.): Ortsverzeichnis. (Ergebnisse der Volkszählungen, ab 2011 Registerzählungen).
2. ↑  Georg Goeth: Das Herzogthum Steiermark: geographisch-statistisch-topographisch dargestellt und mit geschichtlichen Erläuterungen versehen. Band 3 (Judenburger Kreis), Verlag Heubner, 1843, Kapitel Steuergemeinde Grundlsee, S. 16 (Digitalisat, Google, vollständige Ansicht).
3. ↑  Adolph Schaubach: Die deutschen Alpen. Ein Handbuch für Reisende durch Tyrol. Oestereich, Steyermark, Illyrien, Oberbayern und anstoßende Gebiete. Band 3 Das Salzburgische, Obersteyermark, das Österreichische Gebirgsland und das Salzkammergut. 1. Auflage, Verlag Frommann, Jena 1846, S. 349 (Digitalisat, Google, vollständige Ansicht).
4. ↑  Das ist nicht die denkmalgeschützte Villa Karajan in Bad Aussee-Eselsbach.
5. ↑  Johanna Palme: Sommerfrische des Geistes: Wissenschaftler im Ausseerland. Verlag Alpenpost, 1999, ISBN 9783950035964, S. 20.
6. ↑  Kultur im Ausseerland: Via Artis: 1. Station "Seeklause". Gemeinde Grundlsee (grundlsee.at, abgerufen am 21. März 2017).